# Alchemilla cartilaginea
Alchemilla cartilaginea är en rosväxtart som beskrevs av Werner Hugo Paul Rothmaler. Alchemilla cartilaginea ingår i släktet daggkåpor, och familjen rosväxter. Inga underarter finns listade i Catalogue of Life.